# 이윤정 (연출가)
이윤정(1974년 1월 31일 ~ )은 대한민국의 프로듀서이다.

## 생애
어릴 때부터 막연히 드라마를 하고 싶다는 생각으로 연세대학교 신문방송학과에 들어갔고, 졸업 후 MBC에 입사하여 대한민국 최초의 여성 드라마 PD로, 2005년 MBC 베스트극장의 《매직파워 알콜》로 데뷔하였으며, 이어 《태릉선수촌》과 《떨리는 가슴》 등 단막극으로 독특한 연출로 눈에 띄게 되었고, 이후 2007년 MBC 드라마 《커피프린스 1호점》로 장편에 데뷔하면서 독특하고 감각적인 연출로 호평을 얻으며 작품 또한 흥행에 성공하였다. 2014년 MBC를 퇴사하고 CJ E&M의 채널 tvN에서 《하트 투 하트》을 연출하였다.
연출 작품의 주제로 성장을 그리는 것을 매우 선호하고, “사람을 얄팍하게 보지 않는 드라마”나, “마음을 건너서 쿡 짚어보는 드라마”가 좋다고 밝힌 바 있다. 웃는 모습이 매력적이어서 마녀 피디라고도 불리기도 한다.
황인뢰 PD와 안판석 PD를 멘토로 삼았으며, 인생 영화로 《빨강머리 앤》이고, 《노팅힐》, 《러브 액츄얼리》 등 로맨틱코미디 영화로 유명한 영국의 ‘워킹타이틀(Working Title)’사와 같은 작품 세계를 추구한다.

## 학력
- 연세대학교 신문방송학과 학사

## 경력
- 1997년 ~ 2014년 5월 : MBC 드라마본부 프로듀서
- CJ ENM 프로듀서
- 스튜디오드래곤 프로듀서

## 연출 작품
| 연도 | 방송 | 제목                            | 역할   | 비고       |
| ---- | ---- | ------------------------------- | ------ | ---------- |
| 2001 | MBC  | 베스트극장 - 내 약혼녀 이야기   | 조연출 |            |
| 2001 | MBC  | 베스트극장 - 마음에 도장을 찍다 | 조연출 |            |
| 2003 | MBC  | 1%의 어떤 것                    | 조연출 |            |
| 2005 | MBC  | 베스트극장 - 매직파워 알콜      | 연출   | 데뷔작     |
| 2005 | MBC  | 베스트극장 - 태릉선수촌         | 연출   |            |
| 2005 | MBC  | 떨리는 가슴                     | 연출   | 4화(7,8회) |
| 2007 | MBC  | 커피프린스 1호점                | 연출   |            |
| 2009 | MBC  | 트리플                          | 연출   |            |
| 2012 | MBC  | 골든타임                        | 연출   |            |
| 2014 | MBC  | 드라마 페스티벌 - 포틴          | 연출   |            |
| 2015 | tvN  | 하트 투 하트                    | 연출   |            |
| 2016 | tvN  | 치즈인더트랩                    | 연출   |            |
| 2017 | tvN  | 아르곤                          | 연출   |            |
| 2017 | tvN  | 드라마 스테이지 - 문집          | 연출   |            |
| 2019 | OCN  | 모두의 거짓말                   | 연출   |            |
| 2022 | ENA  | 아무것도 하고 싶지 않아         | 연출   |            |

## 수상 경력
- 2008년 제20회 한국PD대상 드라마부문 작품상
- 2008년 제44회 백상예술대상 TV부문 신인연출상